# Административная жалоба
Административная жалоба — это обращение, подаваемое в административный орган, с требованием одного или нескольких граждан о восстановлении или защите его нарушенных прав, свобод или законных интересов либо прав, свобод или законных интересов других лиц.
Административная жалоба представляет собой один из механизмов защиты прав человека, а также является одним из видов обращений граждан в государственные органы или органы местного самоуправления. Право на административную жалобу является конституционным неотчуждаемым правом гражданина Российской Федерации.
Самостоятельное же конституционное определение административной жалобы отсутствует. Однако само понятие дается согласно Федеральному закону от 2 мая 2006 г. № 59-ФЗ «О порядке рассмотрения обращений граждан Российской Федерации».
Очевидно, что административная жалоба не имеет строго определенной формы, но она должна содержать требование о восстановлении нарушенного права и быть адресованной должностному лицу.
Право граждан на подачу различного вида обращений и их рассмотрение, в первую очередь, закреплено в статье 33 Конституции Российской Федерации: «Граждане Российской Федерации имеют право обращаться лично, а также направлять индивидуальные и коллективные обращения в государственные органы и органы местного самоуправления» .

## Классификация административных жалоб
Административная жалоба является не исковым обращением. Для уяснения юридических свойств и процедур разрешения административной жалобы следует отметить, что все жалобы граждан можно поделить на два типа: административные и судебные.
Судебные — рассматриваются судами в процессе осуществления правосудия, иными словами — это обращения граждан в суд .
Все остальные жалобы, рассматриваемые судьями не в порядке осуществления правосудия, являются административными. Однако административные жалобы могут подаваться и в суды. Рассматриваются такие обращения не судом, а судьей, председателем суда в соответствии с нормами административного права. Таким образом, административная и судебная жалобы отличаются главным образом не адресатом, а порядком рассмотрения.
Административные жалобы могут быть поданы лично, а также можно направлять индивидуальные и коллективные жалобы.
По форме подачи административные жалобы бывают:
1. Устные — когда гражданин обращается с жалобой на личном приеме, по телефону, on-line или на публичных мероприятиях.
2. Письменные — это жалобы, поданные с помощью традиционного почтового отправления, по факсимильной связи, телеграммой, фельдъегерской службой, электронным ресурсам.

## Порядок рассмотрения административных жалоб
Жалоба может быть направлена по почте или вручена лично непосредственно в тот орган власти или к тому высшему должностному лицу, в компетенцию которых входит решение поставленных в обращении вопросов.
После поступления жалоба подлежит обязательной регистрации в течение трех дней с момента поступления в орган власти или высшему должностному лицу. При подаче жалобы лично, обращение регистрируется и выдается талон установленного образца.
Письменная жалоба рассматривается в течение 30 дней со дня регистрации. В исключительных случаях руководитель публичного органа вправе продлить срок рассмотрения жалобы не более чем на 30 дней, уведомив заявителя о продлении срока его рассмотрения. Также в случае необходимости рассматривающие обращение органы и высшие должностные лица могут обеспечить рассмотрение жалобы с выездом на место. Если ответственные лица нарушили предусмотренные законом сроки рассмотрения заявления, граждане имеют право на привлечение должностных лиц к административной ответственности.  За данное правонарушение в КоАП предусмотрено наказание в виде штрафа, сумма которого может составлять от пяти до десяти тысяч рублей.
Для объективности и полноты рассмотрения жалобы органы и высшие должностные лица могут: проводить проверки; запрашивать необходимые документы и материалы в других органах власти и у иных должностных лиц; предложить заявителю представить дополнительные сведения, если представленных документов недостаточно.
В результате рассмотрения жалобы должностное лицо принимает одно из следующих решений:
- о полном или частичном удовлетворении;
- об отказе в удовлетворении. В этом случае гражданину сообщается в ответе о порядке обжалования этого решения в вышестоящий орган или в суд в целях восстановления или защиты нарушенных прав, свобод или законных интересов гражданина;
- об уведомлении гражданина о направлении его жалобы на рассмотрение в другой административный орган в соответствии с их компетенцией.

Текст ответа составляется в официальном стиле без служебных аббревиатур и должен содержать краткий и исчерпывающий ответ на жалобу. Запрещается направлять заявителям ответы с исправлениями или ошибками. Ответы должны быть аргументированными, со ссылкой на законодательство РФ. Ответ подписывается руководителем органа, должностным лицом либо уполномоченным на то лицом
Порядок рассмотрения жалоб также устанавливается КоАП РФ (глава 30), законами, регламентирующими компетенцию органа, в который направлена жалоба.

## Ответственность лиц, рассматривающих административные жалобы
Уголовная ответственность наступает за совершение преступлений по Уголовному кодексу РФ. То есть при работе с жалобами должностное  лицо может совершить деяние, попадающие под определенные статьи УК РФ.
Предусмотрена административная ответственность «за нарушение порядка рассмотрения обращений граждан, которое влечет наложение административного штрафа в размере от пяти тысяч до десяти тысяч рублей».
За неисполнение или ненадлежащее исполнение гражданским служащим по его вине возложенных на него должностных обязанностей, к нему могут быть применены следующие дисциплинарные взыскания: замечание; выговор; предупреждение о неполном должностном соответствии; увольнение с гражданской службы.
В рамках гражданско-правовой ответственности гражданин имеет право на возмещение убытков и компенсацию морального вреда, причиненных незаконным действием (бездействием) органов власти или должностных лиц при рассмотрении жалобы, по решению суда.